# Sverre Malling

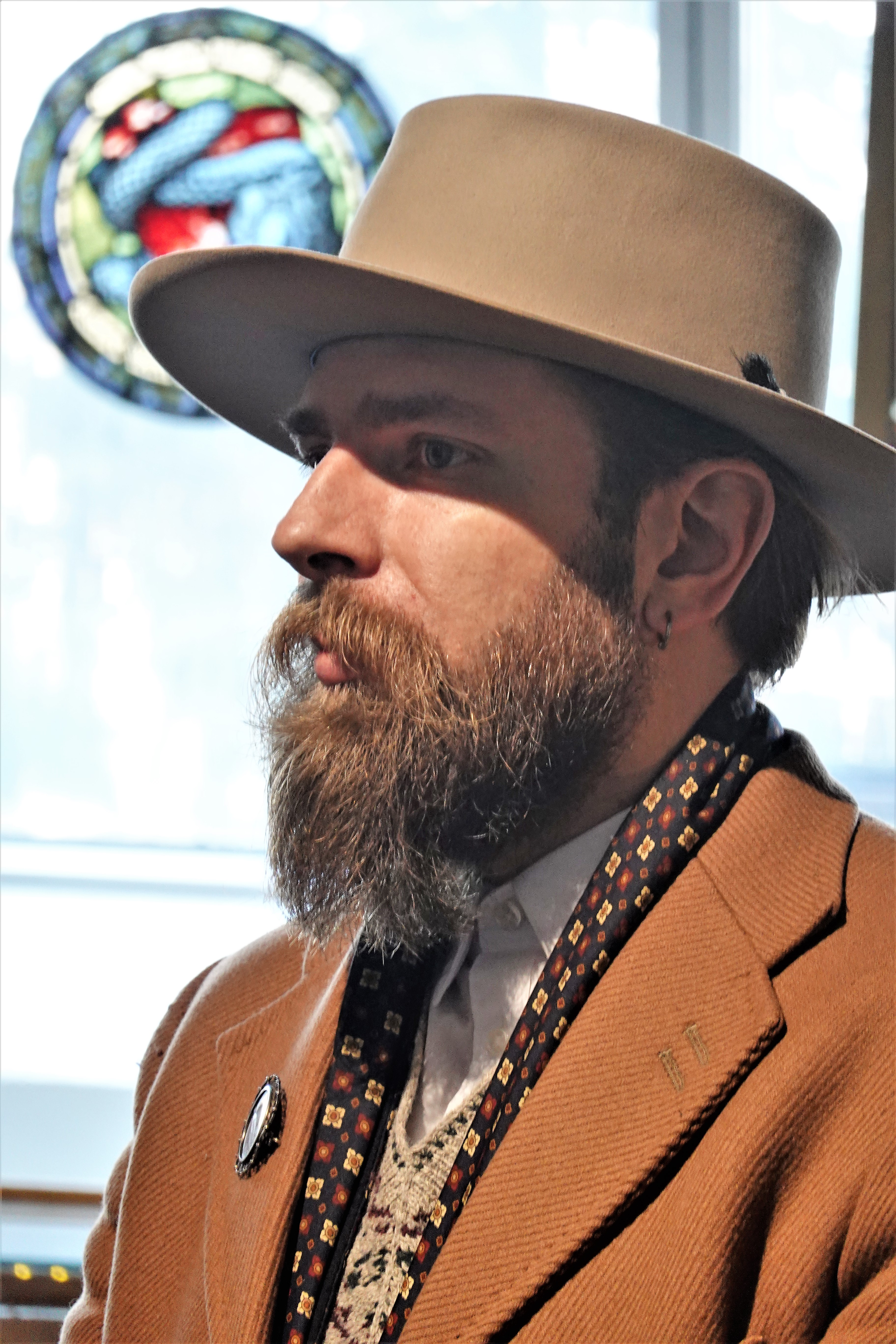
Sverre Malling i februari 2020.

Sverre Malling, född 1977 i Skedsmokorset, är en norsk konstnär. Han debuterade på höstutställningen redan som 17-åring år 1995.
I Sverre Mallings teckningarna finns ett rikt och sammansatt uttryck med referenser till klassisk konst, botanik, äventyr, det ockulta, folkkonst, det psykedeliska och barnboksillustrationer.[källa behövs]
Mallings bildliga drama ligger i uttryckets kombination av det groteska och det naiva. Några av bilderna kan uppfattas som stilleben och är besläktade med vanitas-tematiken så man finner i den klassiska konsthistorien.
Sverre Malling studerade vid Einar Granums Malerskole 1996–1997, SHKS 1997–2000 och Statens Kunstakademi 2000–2004. Han har i flera intervjuer nämnt Theodor Kittelsen som sin stora förebild.[källa behövs] Sverre Malling fick stor uppmärksamhet för sin utställning ”Sleeping in a hollow log” på Kunstnerforbunder 2010. Utställningen fick goda recensioner.